# Diane Davis
Diane Davis (1963) és una filòsofa que ocupa la càtedra Charles Dyer Norton de Planificació regional i Urbanisme a la Universitat Harvard. Entre els seus àmbits de recerca hi ha el desenvolupament urbà, el desenvolupament internacional comparatiu i les ciutats en conflicte. Li interessen la preservació històrica, els moviments socials urbans, les sobiranies fragmentades i la governabilitat de les ciutats, i darrerament s'ha centrat en la transformació de les ciutats del sud global i els conflictes socials i polítics que hi han emergit com a resposta a la globalització. És autora de El Leviatán Urbano: La Ciudad de México en el Siglo XX (Fondo de Cultura Económica, 1999) i de Discipline and Development: Middle Classes and Prosperity in East Asia and Latin America (Cambridge University Press, 2004). També és coeditora d'Irregular Armed Forces and their Role in Politics and State Formation (Cambridge University Press, 2003) i de Cities and Sovereignty: Identity Politics in Urban Spaces (Indiana University Press, 2011).

## Llibres publicats
- Inessential Solidarity: Rhetoric and Foreigner Relations. University of Pittsburgh Press, 2010. ISBN 0-8229-6122-9
- Reading Ronell. Edited collection with an introduction. University of Illinois Press, 2009. ISBN 0-252-07647-8
- Women's Ways of Making It In Rhetoric and Composition. With Michelle Ballif and Roxanne Mountford. Routledge, 2008. ISBN 0-8058-4445-7
- The UberReader: Selected Works of Avital Ronell. Edited collection with introduction. University of Illinois Press, 2008. ISBN 0-252-07311-8
- Breaking Up [at] Totality: A Rhetoric of Laughter. Rhetorical Theory and Philosophy Series. Southern Illinois University Press, 2000. ISBN 0-8093-2228-5